# Hugo Suárez
Hugo Suárez (7 de fevereiro de 1982) é um futebolista profissional boliviano, que atua como goleiro.

## Carreira
Hugo Suárez se profissionalizou no Jorge Wilstermann.

## Seleção
Hugo Suárez integrou a Seleção Boliviana de Futebol na Copa América de 2007 e 2015.